# Phyllomedusa camba
Phyllomedusa camba és una espècie de granota de la família dels hílids molt comuna. Va ser descrit per I. de la Riva e 1999.
És una espècie molt comuna que mesura entre 6 i 7 cm. Viu en un ample territori en boscos humits tropicals de terres baixes primaris, boscos secundaris i també zones obertes alterades. Fan els nius d'escum a les fulles sobre els estanys, els capgrossos eb cauen a l'aigua.

## Distribució
Viu al sud-oest de la conca amazònica des del sud-est del Perú (departaments de Madre de Dios i Ycayali), oest del Brasil (estats d'Amazones, Acre, Mato Grosso i Rondonia) i a l'est fins a Bolívia oriental.
A la Llista Vermella de la UICN és classificada en la categoria risc mínim.